# Flóra Orosz Katalin
Flóra Orosz Katalin (Kolozsvár, 1934. december 22. – 2021. december 17. (k. n.)) erdélyi magyar úszó, sportorvos, Orosz Endre régész, helytörténész, néprajzos unokája, Maier Orosz Judit  úszó nővére.

## Életpályája
1952-ban érettségizett a kolozsvári 1-es számú magyar leánylíceumban, majd 1958-ban orvosi diplomát szerzett. Édesapja, Orosz Gábor híres testneveléstanár és országos úszóbajnok volt. A családban többen is úsztak, például édesapja, édesanyja, nagynénje és húga is. Hamar felfigyeltek úszótehetségére, 1946 és 1961 között a kolozsvári Tudomány (Știință), majd a Haladás (Progresul) klub színeiben versenyzett. Már 13 évesen teljesítette a sportmesteri szintet, ami Romániában rekordnak számított. 30 felnőtt országos bajnoki címet szerzett, 27-szer javított országos csúcsot. Miután a kolozsvári Orvosi és Gyógyszerészeti Intézetben diplomázott 1958-ban, 24 éven keresztül a bukaresti központi sportorvosi rendelő főorvosa volt, négy évig pedig a kolozsvári sportorvosi rendelő főorvosa. Két olimpián (1980-ban és 1984-ben) a román evezős csapat sportorvosa volt. 1964-ben doktorált. Állandó meghívott előadó volt nemzetközi kongresszusokon, számos nemzetközi szakcikke jelent meg.
1986-ban az NSZK-ba költözött, ahol 15 éven át dolgozott sportorvosként. Nyugdíjazása után a nyári hónapokat Kolozsváron töltötte, ahol önkéntes orvosi segítségben részesítette a rászorulókat.
2011-től  bekapcsolódott a szenior úszók versenyeibe a Debreceni Szenior Úszó Klub színeiben. 2011-ben először lett magyar bajnok Gyulán az 50 méteres hátúszásban, a 75–79 éves korcsoportban. Tizenkétszeres világbajnok volt, tizenhét világrekordot döntött meg a szenior úszó-világbajnokságokon (75+, 80+ illetve 85+ korcsoportban). 2012-ben nyerte az első világbajnoki címet Olaszországban (Riccione), 2014-ben két újabb világbajnoki címet szerzett Kanadában,  2016-ban Budapesten három világbajnoki címet mondhatott magáénak. 2017-ben rész vett a Szlovéniában rendezett Európa bajnokságon, ahol négy arany és egy ezüst érmet nyert.
2019-ben a dél-koreai Kvangdzsuban  öt versenyszámban versenyzett, öt világbajnoki aranyérmet szerzett, két új világcsúcsot úszva. Három számban állította be saját világcsúcsát. 
2021-ben visszaköltözött végleg Kolozsvárra. A Dónát negyedben egy ezer négyzetméteres telken lakott húgával, ahol zöldség, gyümölcs és virág egyaránt megfért ízléses elrendezésben. Ezt húgával tervezték és valósították meg. Itt kapott helyet nagyapja, Orosz Endre néprajzkutató mellszobra is, a sajátja mellett. Emlékházat alakítottak ki, ahol néprajzos nagyapja és az egész család emlékét őrzik. Húga és saját maga által szerzett sportereklyéket a manzárdban állandó kiállításon tekinthetik meg a látogatók.

## Videó linkek
- "Oroszlányok barlangjában"   https://www.youtube.com/watch?v=3q4LHu1J5kI&t=330s&ab_channel=Kolozsv%C3%A1rT%C3%A1rsas%C3%A1g
- U Cluj TV, O sută de povești pentru o sută de ani   https://www.youtube.com/watch?v=GRLz1FfAFX4&t=175s&ab_channel=UClujTV
- 81 évesen döntött világrekordot az úszónő   https://www.youtube.com/watch?v=b2MLF-PWm-Y&list=PLQWUfcIEIJ19liG42sczgSzTF9EnIBVUy&ab_channel=ErdelyiFigyelo
- Interjú Dr. Flóra-Orosz Katalinnal  https://www.youtube.com/watch?v=KYr1-37UqBQ&list=PLQWUfcIEIJ19liG42sczgSzTF9EnIBVUy&index=5&ab_channel=ErdelyiFigyelo
- Un stil de viata sanatos din 2 octombrie 2017  https://www.youtube.com/watch?v=3FthhCZx_-s&list=PLQWUfcIEIJ19liG42sczgSzTF9EnIBVUy&index=7&ab_channel=TVRCluj
- Így tartja magát formában Orosz Katalin senior úszóbajnok  https://www.facebook.com/watch/?v=142210840738635
- In memoriam dr. Flóra-Orosz Katalin  https://www.youtube.com/watch?v=OJP8WSAPXU4&list=PLQWUfcIEIJ19liG42sczgSzTF9EnIBVUy&index=6&ab_channel=ErdelyiFigyelo
- Flóra-Orosz Katalin szobor a Hațieganu Parkban  https://www.youtube.com/watch?v=S5zkdH47A6w&t=1s&ab_channel=ErdelyiFigyelo
- Orosz Katalin-emlékversenolozsvárony    https://www.facebook.com/watch/?v=382118940835289
- Az úszás ünnepe emlékversennyel  https://www.youtube.com/watch?v=PCtmcPhl7no&ab_channel=ErdelyiFigyelo